# Graham Charnock
Graham Charnock, né le 18 novembre 1946, est un écrivain britannique de science-fiction.
Il est l'auteur d'une douzaine de nouvelles dont Les Boîtes chinoises, traduite en français pour figurer dans La Grande Anthologie de la science-fiction.
Il est également un critique, auteur de plusieurs essais et coordonnateur de l'anthologie de la World Science Fiction Convention 1979.

## Biographie
Graham Charnock publia sa première nouvelle Crim en 1968 dans New Worlds, puis sa signature apparut un petit nombre de fois dans des revues de science-fiction en Grande-Bretagne puis aux États-Unis.
En 1974, Michael Moorcock fonde avec lui et Steve Gilmore le groupe de rock The Deep Fix, qui publie en 1975 l'album New Worlds Fair (en).